# Musculus soleus
Der Musculus soleus (lat. für „Schollenmuskel“) ist ein Skelettmuskel der unteren Extremität, genauer des Unterschenkels. Er arbeitet eng mit dem Wadenmuskel (Musculus gastrocnemius) zusammen, beide Muskeln sind bei den Wirkungen auf das Sprunggelenk Synergisten und werden auch als Musculus triceps surae zusammengefasst. Trotzdem ist der M. soleus ein eigenständiger Muskel, da er im Gegensatz zum M. gastrocnemius, nur ein Gelenk überspannt und keine Bewegung im Kniegelenk verursacht.
Der Schollenmuskel wird größtenteils vom Wadenmuskel bedeckt.

## Vergleichende Anatomie
Der M. soleus zeigt erhebliche Speziesunterschiede. Er fehlt bei Hunden, bei Pferden ist er gering entwickelt. Bei vielen Arten ist der Muskel einfach gefiedert.
Beim Menschen sind M. soleus und M. gastrocnemius relativ deutlich voneinander getrennt. Hier ist der M. soleus ein komplex aufgebauter, mehrfach gefiederter Muskel, der meistens eine vom Musculus gastrocnemius getrennte Aponeurose hat. Die Mehrheit der Fasern des Muskels stammt von beiden Seiten der vorderen Aponeurose und ist mit Schien- und Wadenbein verbunden. Andere Fasern stammen von den Hinterflächen des Kopfes und dem oberen Viertel des Wadenbeins sowie vom mittleren Drittel der Innenseite des Schienbeins.

## Funktion
Der Musculus soleus zieht den Fuß nach unten (Plantarflexion), dadurch stellt sich der Mensch auf die Zehen (beim Gehen, Laufen und Springen). Außerdem ist er verantwortlich für die Supination des Fußes. Durch seinen höheren Anteil an Typ-I-Muskelfasern im Vergleich zum M. gastrocnemius, der einen höheren Anteil an Typ-II-Muskelfasern hat im Vergleich zum M. soleus, dient der M. soleus mehr der Halte- und Stützmotorik.